# Thực tế mở rộng
Thực tế mở rộng (tiếng Anh: Extended Reality, viết tắt là XR) là một thuật ngữ đề cập để tất cả đến các môi trường được kết hợp giữa thực và ảo với các tương tác giữa người và máy được tạo ra bởi công nghệ máy tính và các thiết bị đeo. Thực tế mở rộng bao gồm đại diện hình như thực tế tăng cường (AR), tăng cường ảo (AV) và thực tế ảo (TV). và các khu vực nội suy giữa chúng. Các mức độ ảo trải dài từ các đầu vào cảm giác cục bộ đến tính ảo đắm chìm, còn được gọi là VR.